# Allée couverte von Moulin René
Die Allée couverte von Moulin René liegt nördlich von Pont-Aven bei Concarneau in der Cornouaille im Département Finistère in der Bretagne in Frankreich. 
Das etwa 17,0 m lange Galeriegrab ist sehr baufällig. Es fehlen einige Deck- und Tragsteine.
In der Nähe von Pont-Aven liegen das Tombeaux des Géants, die Allée couverte von Coat Luzuen und stehen die Menhire von Kerangosquer. 